# Obrębiec (Mazovia)
Obrębiec [pronunciación en polaco: /ɔˈbrɛmbjɛt͡s/] es un pueblo ubicado en el distrito administrativo de Gmina Czernice Borowe, dentro del Condado de Przasnysz, Voivodato de Mazovia, en el este de Polonia central. Se encuentra aproximadamente a 7 kilómetros al este de Czernice Borowe, a 5 kilómetros al noroeste de Przasnysz, y a 92 kilómetros al norte de Varsovia.